# Марк Корнелий Фирм
Марк Корнелий Фирм (на латински: Marcus Cornelius Firmus) е римлянин от 1 век.
Произлиза от клон Фирм на фамилията Корнелии.
От 38 до 49 г. той e куратор (curator aquarum). На един запазен надпис върху камък (cippus) се казва, че е работил с други двама колеги, Авъл Дидий Гал и Тит Рубрий Непот, на акведуктите Аква Марция, Аква Тепула и Аква Юлия.